# 황인식 (1889년)
황인식(黃寅植, 1889년 12월 23일 - 1965년 4월 12일)은 일제강점기의 독립운동가, 교육자이자 미군정기, 대한민국의 정치인, 공무원, 교육자이다. 해방 직후 충청남도지사 직무대리와 제2대 충청남도지사를 역임하였다.
일제강점기 당시 영명학교의 교사로 근무하였고, 광주학생운동 당시 동맹휴학을 주도하다가 투옥당하기도 했다. 해방 직후 충청남도지사 직무대리와 제2대 충청남도지사를 역임하고 1949년에는 공주 영명학교의 후신인 영명중학교와 영명고등학교를 세우고 제3대 교장을 역임하였다.

## 생애

### 교육 활동
황인식은 1889년(고종 26년) 12월 23일 충청남도 공주군 계룡면 상왕리의 양반가에서 태어났다. 어려서 한학을 수학한 뒤, 서구의 문물을 보고 충격을 받고 신문물을 익히겠다는 생각으로 1905년 공주의 신식 학교인 영명학교(永明學校)에 들어갔다. 1909년 영명학교를 제1회로 졸업하고, 평양 숭실학교로 진학하여 평양에서 하숙하며 생활했다.
1912년에 숭실학교를 졸업하였다. 한일 합방으로 공직의 길을 단념하고 1912년 6월 고향 공주로 내려와 모교인 영명학교 교사로 부임하여 학생들을 가르쳤다. 그러나 불령선인으로 지목된 그는 공주 영명학교의 교사로 재직하고 있으면서 항일 독립운동 내통을 의심받고 조선총독부로부터 감시, 내사를 당했다.

### 독립 운동
1919년 1월부터 영명학교의 동료 교사인 김근배(金根培) 등과 함께 만세 시위를 계획, 준비하였다. 그해 3월부터 전국 각지에서 발생한 3.1 만세 운동에 참여, 공주읍내의 만세 시위를 주도했다. 1921년에는 영명학교 교사직을 사직하고, 미국으로 유학, 뉴욕주 콜롬비아 덴버 대학에 입학했다. 후원자도 없었으므로 그는 상점 점원과 막노동 등을 하여 학비와 생활비를 조달하였으므로 상위권에 들지는 못하였다. 1925년 6월에 뉴욕 콜롬비아 덴버 대학을 졸업하였으며, 다시 콜롬비아 사범대학 교육학과로 진학했다. 1926년 12월 콜롬비아 사범대학 교육학과를 졸업하였다. 졸업 후 아르바이트와 노동으로 귀국 여비를 마련하여 1927년 봄 귀국하였다. 그해 3월 다시 영명학교 교사로 복직하였다.
1929년 11월 일본인 학생의 조선인 여학생 성추행 사건으로 광주학생운동이 일어나자 허정숙 등의 동맹휴학 권고에 협력하여 영명학교 학생들과 함께 동맹휴학 운동을 주도하였다. 그해 11월 황인식은 다른 교직원, 학생들과 함께 조선총독부 경찰에 체포되어 공주경찰서 유치장에 투옥당하였다가 대전지검 공주지청 형사사건부로 송치되었다가, 혐의없음 판정을 받고 곧 풀려났다. 그는 평소에도 조선총독부 경찰들로부터 요시찰 인물로 낙인이 찍혀 있었기 때문에 검문검속 없이 바로 투옥당하였다. 총독부 학무과의 훈계를 받고 불기소 방면 처분으로 석방되었으나, 불기소 방면이 된 후에도 그는 교육자가 감옥에 구금되었다는 것만 해도 죄가 된다는 이유로 2년간 교원 자격을 취소당하였다. 이 기간 중 그는 생계 곤란을 겪었으며 1932년에 복직하였다.
1937년 7월 평양 숭실학교 음악 교사 안신영(安信永)이 음악 수업시간에 학생들에게 불온한 창가(唱歌)를 가르쳤다 하여 평양경찰서에 연행, 투옥되었다. 이때 그도 창가(唱歌) 사건에 연루되었다는 의혹을 받고 평양경찰서에 체포, 구금되었다가, 심한 고문을 당하기도 했으나 곧 혐의없음으로 석방되었다. 그뒤 1940년 1월 태평양 전쟁 때 총독부가 설립자이자 1·2대 교장 프랭크 윌리엄스를 강제 축출하자, 일시적으로 영명학교 교장 직무대행을 맡다가, 1941년 12월에는 다시 총독부에 의해 의해 수감되었다가 이듬해 석방되었다. 그러나 1942년 조선총독부 학무국에서 영명학교를 강제폐교함으로써 교직에서 물러났다.

### 해방 직후
1945년 8월 해방 직후 일본인 마수나가 히로시(增永 弘) 충청남도지사가 사퇴함에 따라 충청남도지사 직무대리에 선임되었고, 업무 인수인계 및 치안 유지와 혼란을 수습, 충남 도내에서 잔류 일본인과 조선인 사이에 유혈 사태와 보복 범죄행위를 사전에 차단, 예방하였다. 그해 9월 2일 미군정이 주둔하자 미 군정 중앙 정부의 최고 고문관의 한 사람으로 선임되어 한국인 대표의 한 사람으로 참여했다. 이때 그는 군정청 최고관리 중에 윌리엄스 목사의 아들의 초청을 받고 상경한다. 1906년(광무 9년)에 공주에 선교사로 부임하여 선교, 교육을 하던 프랭크 윌리엄스 목사의 아들 저르 윌리엄스(우광복(禹光福), Zur Williams)의 초청으로 서울특별자유시로 상경했다. 저르 윌리엄스의 추천으로 아놀드 군정장관의 고문이 되었다.
1945년 11월에 미군정하에 각 도지사를 임명할 때 현지 연고자를 임명하겠다는 존 하지의 정책에 의해, 충청남도 도지사로 임명, 부임하였다. 식민 정책에서 벗어난 직후의 과도기였기 때문에 특히 질서 유지에 혼신의 노력을 기울였으며, 이로 인하여 각 도(道)에서 충청남도 도정을 견학하기도 하였다고 한다. 1946년 6월 초 독직혐의로 군정청 대법원에 기소되었으나, 혐의없음으로 판정되어 무죄판결을 받았다. 그뒤 6월 18일 충청남도지사직을 사퇴하고 영명학교 재건을 준비하던 중 1947년 6월 3일 국방부는의 명으로 국립군산해양대학의 초대 학장으로 부임임하였으며, 1949년까지 재직했다. 그러나 좌파 계열 학생들의 반발로 그의 학장 취임식은 7월 26일에야 정식으로 하였다.
학생들은 '상선사관'출신이 해양대학장을 해야 한다는 주장을 내걸고 전교생이 인근 군산초등학교 옥상에 모여 농성과 단식투쟁을 벌였다. 또한 그의 군산해양대학 학장직 취임에 좌파 계열 학생들이 집단으로 반발하여 등교거부 사태가 벌어졌다. 학생들이 그의 취임을 거부하고 부임식에 참석을 거부하자 그는 부임식 참석을 거부한 300여 명의 학생들을 퇴학에 처하는 동시에 반성문을 쓰고 복교원을 내는 학생은 다시 등교하기를 허용하겠다 하여 7월 28일 오전부터 300명의 학생 전원 복학하였다. 이후 1949년 3월 4일 사직하였다.

### 생애 후반
군산해양대학 재직 중 그는 1947년 9월 20일 과도정부에 건의하여 군산해양대학의 조선학과 신설을 인가받고 바로 20명을 추가선발하여 그해 2학기부터 입학시켰다. 이어 중앙정부와 시에서 주는 사업비와 각종 보조금을 지원받고, 신축교사 공사 추진, 교훈, 해대가, 해양가, 응원가, 과실점수 규정, 불 침범 수칙 등을 만들어 학내 기강 체계를 마련하였다.
한편 그는 군산해양대학의 학부형 총회를 최초로 만들었다. 1947년 11월 16일 황인식 학장은 학부형 창립총회를 만들고, 초대 이사장에 학부형 박봉서, 부이사장에는 서울 학생의 학부형인 정영기, 고문봉을 선임하고, 이사에 최병선, 임영순, 정영기, 오경달(공주 출신), 남궁열, 이지우, 김주성(이리 출신), 이영하, 윤영규(부산 출신), 감사에 장경환, 구장환(서울 출신) 간사에 박래진, 양현, 고문에 조선해양대학장, 군산시장, 해양경비대 군산경비사령관 등을 선발하여 학교운영지원회 규정을 만들었다.
1948년 대한민국 건국 이후 충청남도 고문회(忠淸南道顧問會)의 회장(會長)으로 추대되어 도정을 자문하기도 했다. 1949년에는 태평양 전쟁 때 폐교되었던 공주 영명학교를 복설, 공주영명상업중학교(공주영명중학교의 전신)와 공주영명상업고등학교(공주영명고등학교의 전신)로 개교하였다. 곧 제3대 교장이 되어 1957년 1월까지 재직하고 그해 7월 정년 퇴임하였다.
1954년 3월 7일에는 3.1절 35주년 기념식을 공주읍내에서 주관하고, 기미년 독립선언서를 직접 낭독하였다. 이후 공주 노인회장(老人會長)을 역임하다가 1965년 4월 12일에 대전에서 사망하니 향년 76세였다.

### 사후
장례식은 공주 영명학교 학교장(學校葬)으로 거행되었으며, 장례식을 주관한 공주 제일교회의 조창석 목사는 그가 가족과 목사가 보는 가운데 마치 자는 듯이 흠없고 깨끗한 모습으로 천국으로 가셨다고 평하였다. 공주 영명학교 전면에 있는 앵산공원 영명학교 출신이자 이 학교를 다시 재건한 것을 기려 그의 공적비가 세워졌다. 공적비에 새겨진 시는 시인(詩人) 이원구(李元九)가 지었다.

## 같이 보기
- 영명학교
- 공주 영명중학교
- 공주 영명고등학교
- 조병옥
- 임영신
- 김근배
- 한국해양대학교

## 참조
1. ↑  동아일보 1974년 3월 1일자 7면, 사회면
2. ↑  경향신문 1949년 10월 1일자 2면, 사회면
3. ↑  동아일보 1947년 6월 7일자 2면, 사회면
4. 1 2   경향신문 1947년 7월 31일자 2면, 사회면
5. ↑  경향신문 1949년 10월 1일자 2면, 사회면
6. ↑  경향신문 1954년 3월 7일자 3면, 사회면

## 참고 자료
- 김진규, 〈개화기 공주지방의 기독교 문화 서설〉 공주향토문화연구회, 《웅진문화 제5집》 (공주향토문화연구회, 1992) pp.64∼66
- 김진규, 《잊혀져 가는 언어들》 (도서출판 새미, 2002) 215페이지

## 관련 서적
- 박철희, 《공주지역 독립만세운동의 재조명》 (한국문학도서관, 2008)
- 공주향토문화연구회, 《웅진문화 제5집》 (공주향토문화연구회, 1992)
- 지수걸, 《한국의 근대와 공주사람들》(공주문화원, 1999)
- 공주문화원, 《공주시지》(공주시지편찬위원회, 2002)
- 김진규, 《잊혀져 가는 언어들》 (도서출판 새미, 2002)
- 충청남도청, 《충청남도 발전사》(충청남도, 1932)